# Baileys Irish Cream
Baileys Irish Cream je smetanový alkoholický likér s původem v Irsku. Vyrábí se ve společností R. A. Bailey & Co. v Dublinu, v jejímž čele stojí společnost Diageo, výrobce alkoholických nápojů ze Spojeného království.

## Popis
Vyrábí se z irské whiskey a smetany. Obsah alkoholu v nápoji je 17 %.

## Historie

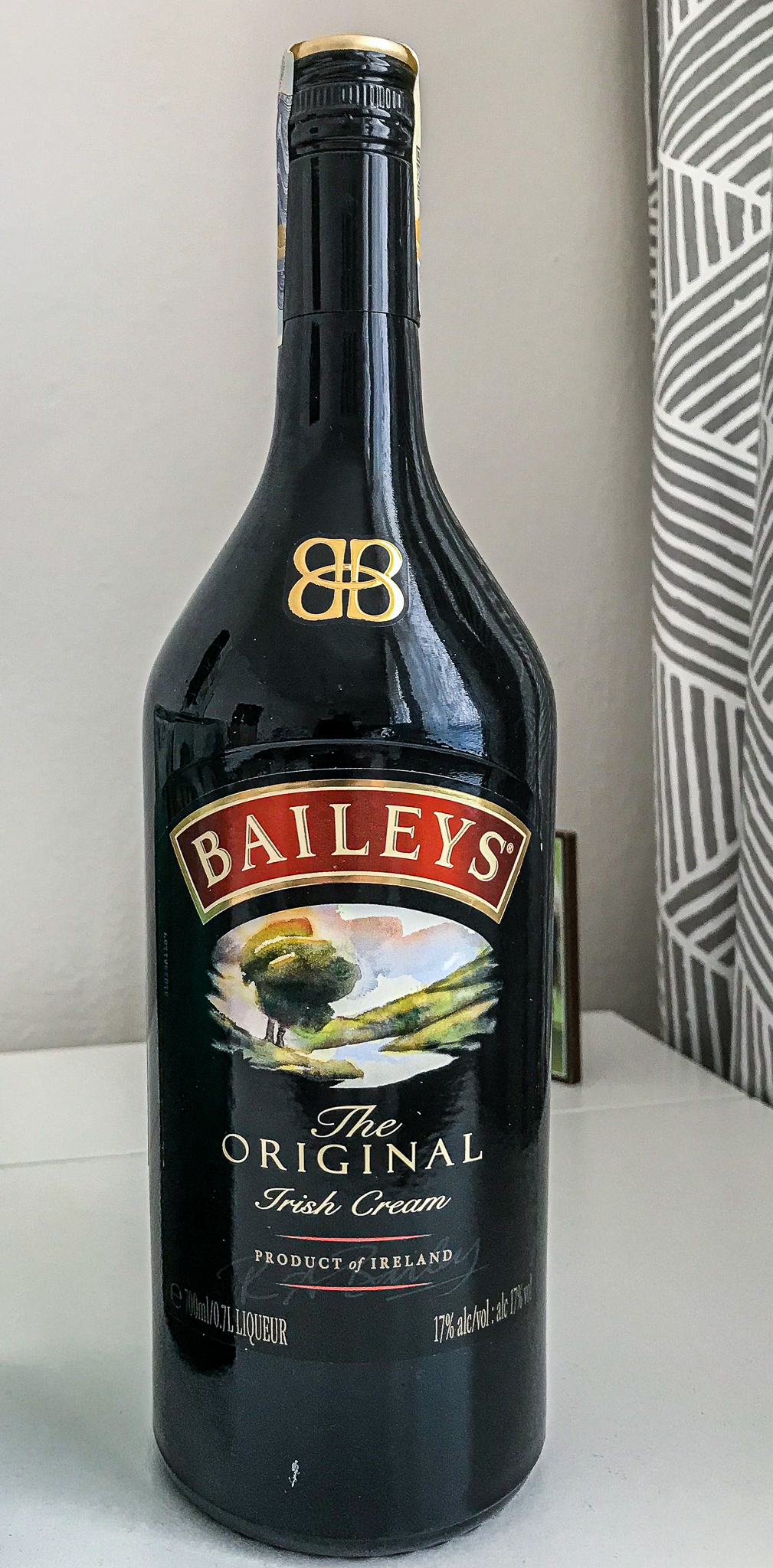
Lahev irského krémového likéru Baileys

V roce 1971 se irská pobočka Gilbeys of Ireland, zabývající se distribucí alkoholických nápojů ID&amp;V, zahájila výzkum s cílem vyvinout inovativní exportní produkt, využívající daňového režimu zavedeného irskou vládou. 
První projekty směřovaly k tradičnímu sladkému a teplému likéru, které nebyly příliš přesvědčivé.
V květnu 1973 si společnost najala nezávislé reklamní agenty, aby rozvinuli myšlenku jemně alkoholického nápoje s malým množstvím irské whisky. Tvůrci, David Gluckman a Hugh Reade Seymour-Davies, navrhli použít whiskey v kombinaci se smetanou. V nejbližším obchodě ihned zakoupili smetanu a láhev Jamesona, po prvním experimentu přidali cukr a kakaový prášek Cadbury a během 45 minut byl nápad realizován. Produkt, který předložili k posouzení, byl okamžitě nadšeně přijat. Produkt byl poté zdokonalen v laboratořích Gilbeys Harlow pro zlepšení míchání a konzervace výrobku.
Hotový produkt byl veřejnosti představen v červenci 1974 na večírku v Taylors' Hall v Dublinu a následně uveden na trh. Ve Spojeném království však nebyl příliš úspěšný, velkou popularitu si však získal ve Spojených státech a především v Austrálii.

## Název
Název Baileys pochází z restaurace umístěné poblíž Greek Street v Londýně, Baileys Bistro. Původní celé jméno znělo Bailey's Irish Cream Chocolate Liqueur, to však bylo před uvedením na trh zjednodušeno na současný Baileys Irish cream. 

## Produkt

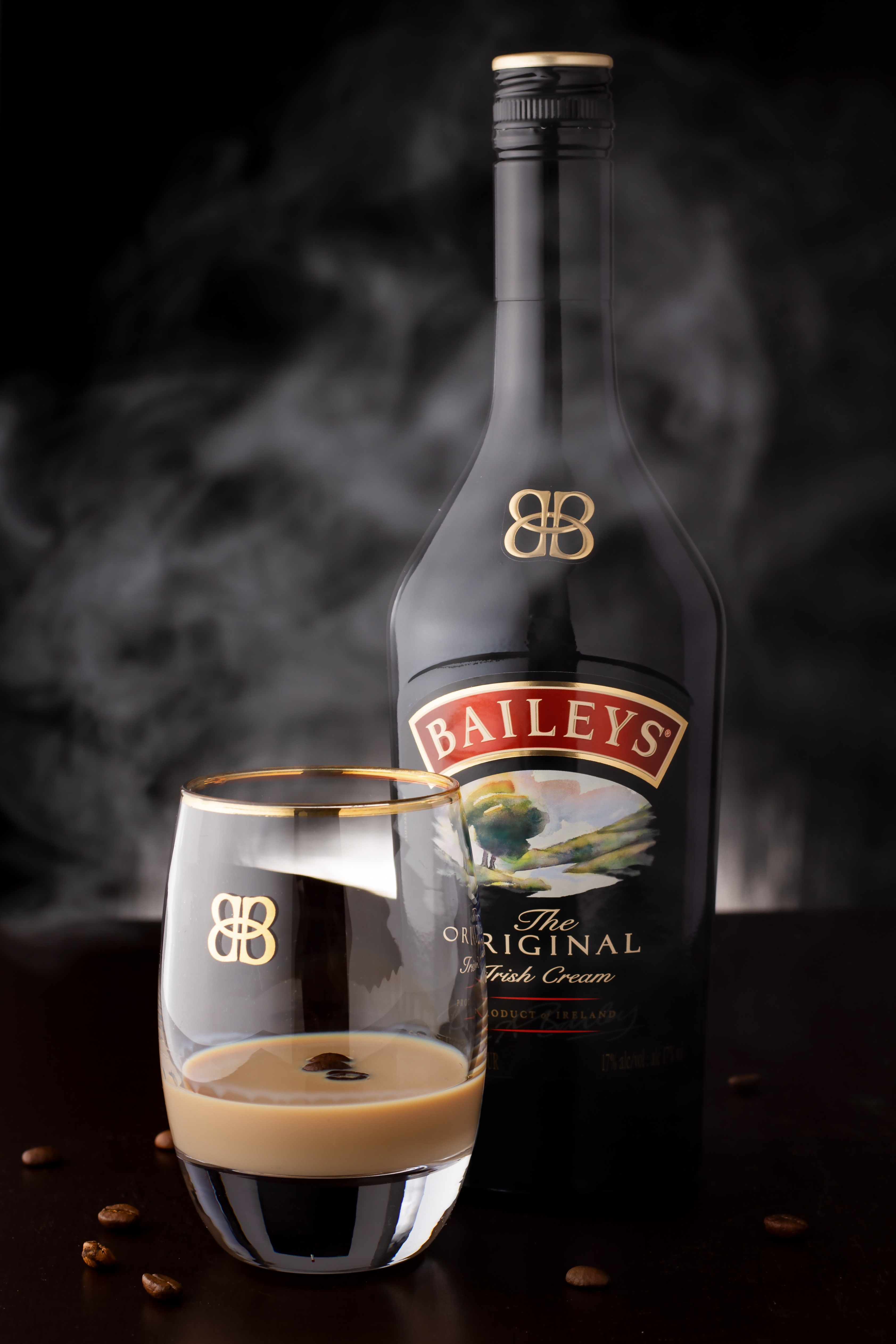
Láhev a sklenička krému Baileys s ledem

Baileys je hutný a plný whisky krém jasné světlehnědé barvy. Jeho vůně je smetanová a karamelová, s nádechem vůně mandlí a lískových oříšků, chuť je jemná a sladká. Přes 80 % ingrediencí je irského původu: smetana dodávaná dvěma společnostmi se vyrábí z mléka přibližně 40 000 krav chovaných na 1500 farmách na východním pobřeží Irska; Irská whisky, kterou dodává The Old Midleton Distillery v hrabství Cork, je směsí tří druhů whiskey. Do 36 hodin od nadojení se mléčná smetana smíchá s whisky, poté se přidají příchutě: kakao, vanilka, karamel a cukr. Výrobní závody se nacházejí v Dublinu a Newtownabbey. Podle dodavatele má Baileys životnost 24–30 měsíců při skladování při teplotě v rozmezí 0 ° až 25 °, mimo dosah světla.

## Druhy
Kromě originální varianty značka nabízí některé další druhy:
- Baileys Glide (2003 - 2006): uveden na trh v roce 2003, nejméně chutný a nejdelší nápoj se 4,0 % ABV (Alcohol Volume, míra obsahu alkoholu v alkoholických nápojích), zaměřený na alkoholpop, trh s nápoji s nízkým obsahem alkoholu. Prodej produktu byl zastaven v roce 2006.
- Baileys Mint Chocolate (2005): během předvánočního období roku 2005 nabízí Baileys v bezcelních obchodech na britských letištích variantu s mátou a čokoládou; masová distribuce začala na začátku roku 2006. V této variantě se do původní receptury přidává hořká čokoláda a máta.
- Baileys Crème Caramel (2005): během předvánočního období 2005 nabízí Baileys v bezcelních obchodech na britských letištích variantu s karamelovým krémem; masová distribuce začala na začátku roku 2006. V této variantě je do původní receptury přidán krémový karamel.
- Baileys Coffee (2008): opakováním předchozích marketingových kampaní byla tato varianta poprvé představena na britských letištích a poté od 28. února na světovém trhu; přidání kávy do původní receptury.
- Baileys Chocolate Twists (2008): kulaté čokoládové oplatky plněné likérovým krémem Baileys a pokryté mléčnou čokoládou. [3] *
- Baileys Truffle (2008): čokoládové pralinky plněné likérovým krémem Baileys. [4]
- Baileys Truffle Bar (2008): Čokoládová tyčinka plněná likérovým krémem Baileys. [5] [6]
- Baileys Chocolate Collection in box (2008): bonboniéry plněné likérovým krémem Baileys. Jako všechny produkty čokoládové řady Baileys je vyrábí irská společnost Lir Choccolates Ltd. [7]
- Baileys Chocolate Luxe (2013): varianta likéru Baileys s hořkou belgickou čokoládou.[8] Od roku 2014 je pravidelně nabízena limitovaná edice, Gold Edition, prezentovaná ve zlatých 50cl lahvích.
- Baileys Eclairs and Profiteroles (2018): Smetanové bábovky a pečivo plněné likérovým krémem Baileys zalité kakaovým krémem. Prodávají se v balení po šestnácti a jsou součástí prémiové řady dezertů Baileys a vyrábí je holandská společnost Van Diermen Masterbakers, která se specializuje na výrobu špičkového pečiva. [9]
- Baileys Original Ice Cream Sandwiches (2018): zmrzlinová sušenka plněná pestrým krémem s likérem Baileys. [10]
- Baileys Chocolate Secret Ice Cream (2018): půllitry pestré smetanové zmrzliny s likérem Baileys. [11]
- Baileys Almande (2018): je variantou tradičního Baileys z krému z mandlového mléka vyrobeného z nasekaných mandlových olejů a esencí, třtinového cukru, čisté vody a pravé vanilky místo klasického kravského mléka. [12]
- Baileys Original Ice Cream Petites (2019): petite zmrzlina (s tyčinkou) s čokoládovou polevou, plněná likérovým krémem Baileys. [13]